# 컬티베이터

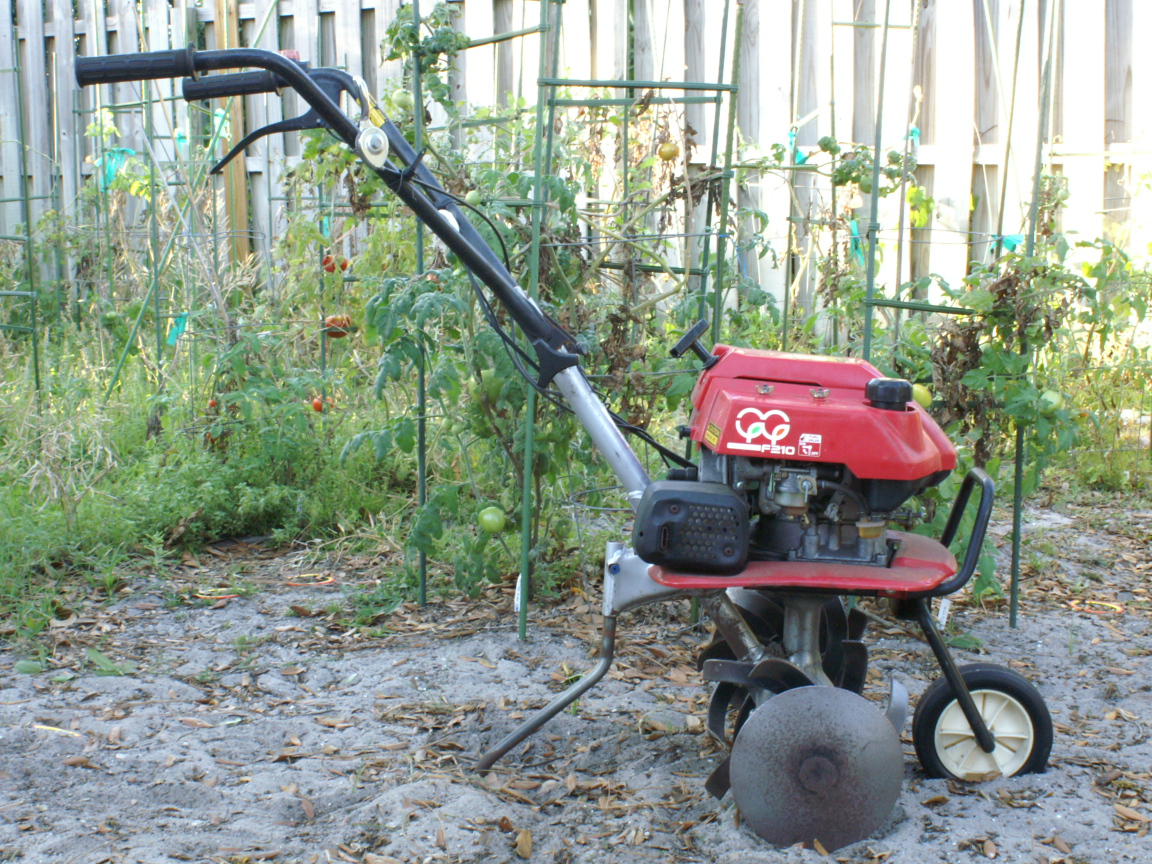
F210 혼다 관리기

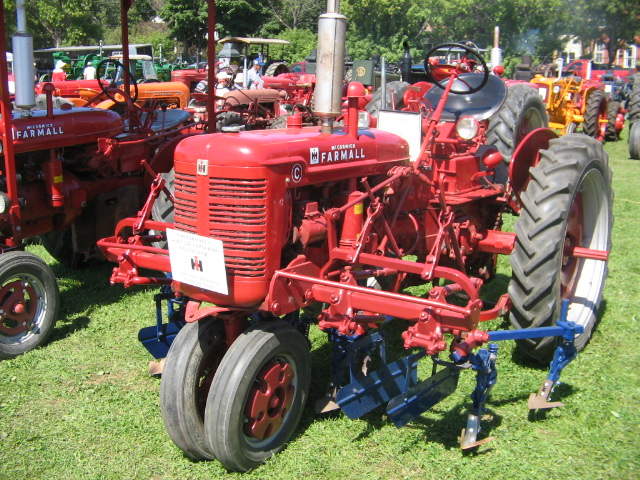
컬티베이터 C-254-A가 달린 1949년형 팜올

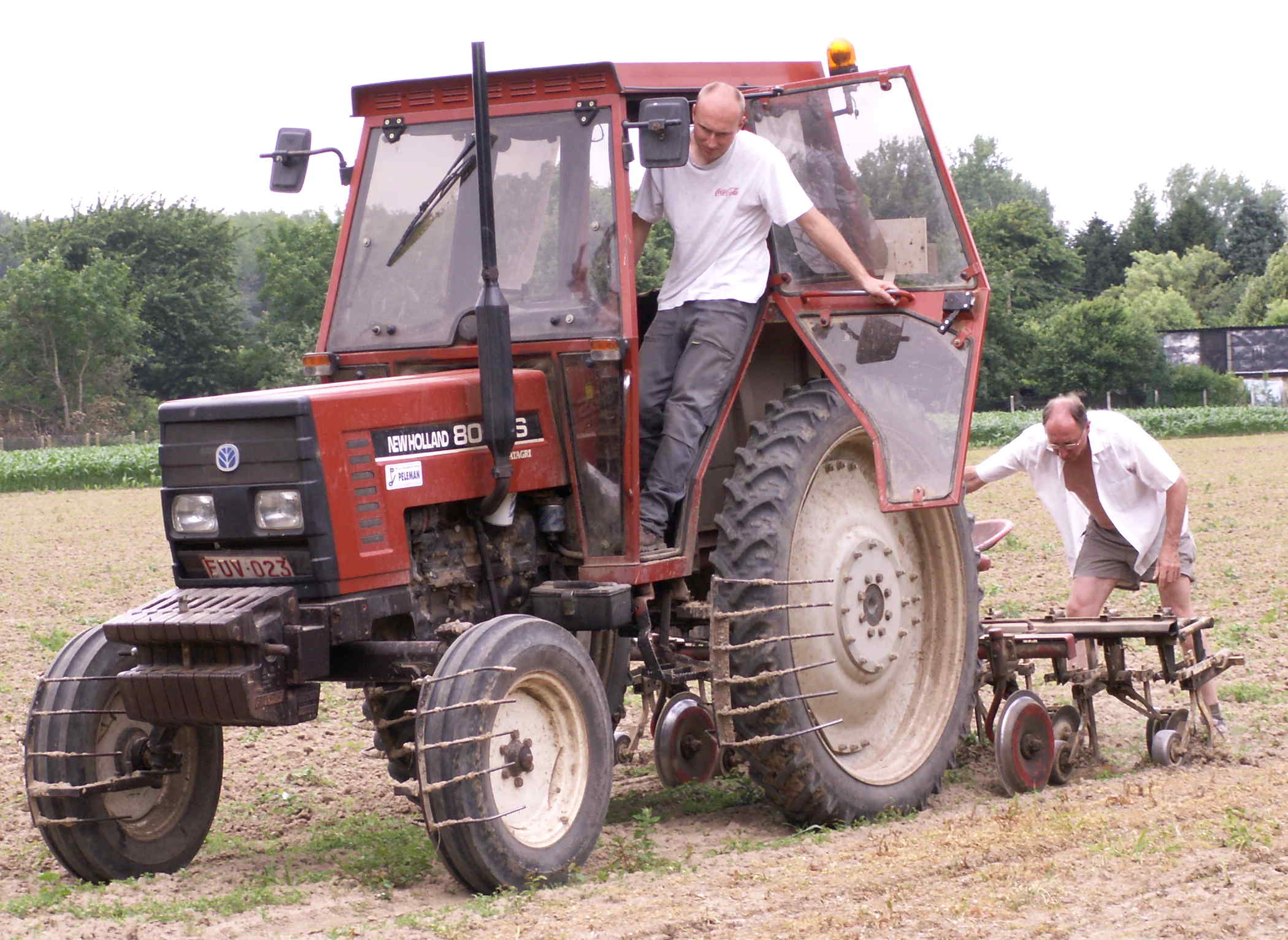
트랙터에 장착된 관리기

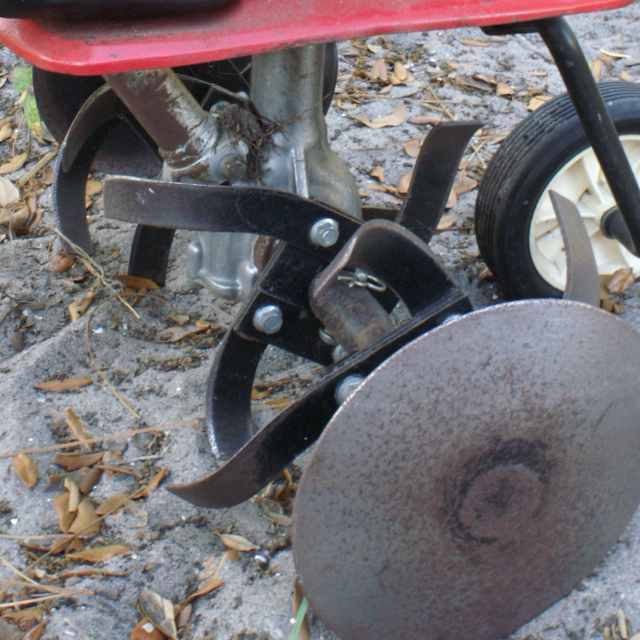
갈퀴 확대

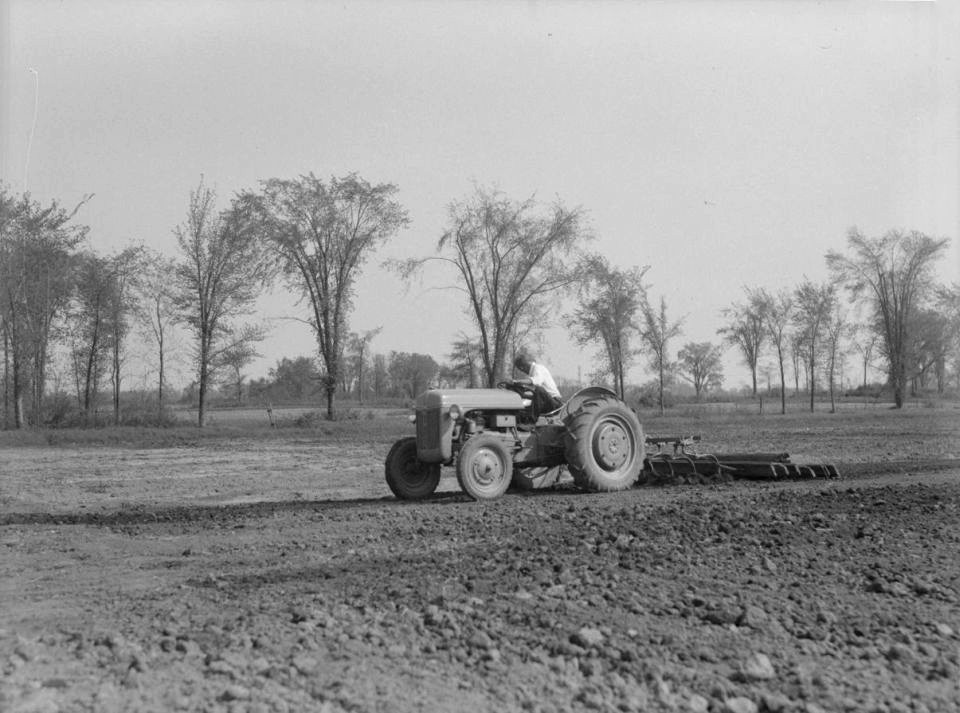
1943년 캐나다에서 트랙터가 끄는 컬티베이터

컬티베이터(cultivator)는 이차적인 경작에 사용되는 농기구이다. 이 이름의 한 가지 의미는 선형으로 끌어당길 때 토양을 뚫는 이빨(샹크라고도 함)이 있는 프레임을 의미한다. 다른 의미로는 로터리 틸러와 같이 디스크나 이빨의 회전 운동을 사용하여 유사한 결과를 얻는 기계를 의미하기도 한다.
컬티베이터는 파종 전에 토양을 휘젓고 분쇄하여 토양을 폭기하고 부드럽고 느슨한 묘상을 준비하거나 작물이 자라기 시작한 후에 잡초를 제거한다. 작물 식물 근처의 겉흙을 제어하여 휘젓는 것은 잡초를 뿌리째 뽑거나 잎을 묻어 광합성을 방해하거나 둘 모두를 통해 주변 잡초를 죽인다. 토양 표면 전체를 휘젓는 써레와 달리 컬티베이터는 신중한 패턴으로 토양을 휘젓도록 설계되어 작물 식물은 건드리지 않고 잡초를 방해한다.
이빨이 달린 형태의 컬티베이터는 치즐 쟁기와 형태가 유사하지만 목적은 다르다. 컬티베이터의 이빨은 보통 제초를 위해 표면 근처에서 작업하는 반면, 치즐 쟁기 샹크는 표면 깊숙한 곳에서 작업하여 위에 굳어진 층을 부순다.
한 사람이 밀거나 끄는 작은 이빨 달린 컬티베이터는 가구 자가 사용이나 소규모 근교농원과 같은 소규모 원예용 정원용 기구로 사용된다. 비슷한 크기의 회전 컬티베이터는 써레와 컬티베이터의 기능을 하나의 다목적 기계로 결합한다.
컬티베이터는 일반적으로 자가 추진식이거나 경운기 또는 4륜 트랙터 뒤에 부착되어 끌린다. 컬티베이터의 경우 일반적으로 단단히 고정되어 트랙터 변속기에 연결하여 동력을 공급한다. 4륜 트랙터의 경우 일반적으로 삼점 히치를 통해 부착되고 동력인출장치로 구동된다. 드로바 연결도 전 세계적으로 여전히 흔히 사용된다. 사역동물 동력은 오늘날에도 여전히 사용되는 경우가 있으며, 개발도상국에서는 다소 흔하지만 산업화된 경제에서는 드물다.

## 역사
잡초 제거를 위해 흙을 긁어내는 기본 아이디어는 오래되었으며, 더 크거나 복잡한 장비가 개발되기 전 수천 년 동안 괭이나 쟁기로 이루어졌으며, 육체노동을 줄이고 작업을 빠르게 했다. 여러 개의 괭이를 함께 묶고 사역동물 동력을 사용하여 끌어당기는 개념은 써레로 이어졌으며, 이는 괭이보다 더 나중에 개발되었지만 여전히 매우 오래되었다. 18세기와 19세기에는 산업 혁명이 발전하면서 컬티베이터 설계가 확산되었다. 이 새로운 컬티베이터는 말, 노새 또는 황소와 같은 사역동물에 의해 끌리거나 필요와 비용에 따라 사람에 의해 밀거나 끌렸다.
동력 회전 괭이는 아서 클리포드 하워드에 의해 발명되었는데, 그는 1912년에 오스트레일리아 뉴사우스웨일스 주 길간드라에 있는 그의 아버지 농장에서 회전 경작을 실험하기 시작했다. 처음에는 아버지의 증기 트랙터 엔진을 동력원으로 사용했는데, 그는 일반 쟁기질의 경우처럼 토양 다짐이 일어나지 않고 기계적으로 경작할 수 있음을 발견했다. 그의 초기 디자인은 경작된 토양을 옆으로 던졌지만, 그는 소직경 회전체에 고정된 넓은 간격의 플랜지에 장착된 L자형 날을 설계하여 그의 발명품을 개선했다. 동료 수습공 에버라드 매클리어리와 함께 그는 그의 기계를 만들 회사를 설립했지만, 제1차 세계 대전으로 계획이 중단되었다. 1919년에 하워드는 오스트레일리아로 돌아와 설계 작업을 재개했으며, 5개의 회전 괭이 컬티베이터 날과 내연 기관을 갖춘 디자인을 1920년에 특허를 받았다.
1922년 3월, 하워드는 오스트랄 오토 컬티베이터스 Pty Ltd를 설립했으며, 이 회사는 나중에 하워드 오토 컬티베이터스로 알려졌다. 이 회사는 1927년부터 노스미드(시드니의 한 교외 지역)에 기반을 두었다.
한편, 1910년대 북미에서는 트랙터가 견인 기관 크기의 거대한 기계에서 더 작고 가벼우며 저렴한 기계로 발전하고 있었다. 특히 포드슨 트랙터는 역사상 처음으로 소규모 및 중규모 가족 농장에 트랙터를 저렴하고 실용적으로 만들었다. 경운 작업은 포드슨 설계에서 다소 부차적인 요소였으며, 이는 이 시장 부문에 실용적인 전동 견인 동력만을 가져오는 것만으로도 이미 이정표였음을 반영한다. 이것은 다른 사람들이 더 나은 전동 경운 작업을 추구할 기회를 남겼다. 1915년에서 1920년 사이에 다양한 발명가와 농기구 회사는 전동 컬티베이터라고 불리는 기계 종류를 실험했는데, 이는 단순하게 말에 의해 끌리는 생크형 컬티베이터를 개조하여 자가 추진을 위해 모터를 추가한 것이다. 이 종류의 기계는 제한적인 시장 성공을 거두었다. 그러나 1921년에는 인터내셔널 하베스터가 전동 경운 작업을 트랙터의 다른 작업(견인 동력 및 벨트 작업)과 결합하여 팜올을 만들었는데, 이는 경운 작업에 맞춘 일반용 트랙터로서 본질적으로 이랑 작물 트랙터라는 범주를 발명했다.
오스트레일리아에서는 1930년대에 하워드는 그의 기계에 대한 전 세계적으로 증가하는 수출 수요를 충족하기가 점점 더 어려워지고 있음을 알게 되었다. 그는 영국으로 여행하여 1938년 7월 에식스 주 이스트 혼던에 로터리 호스 Ltd라는 회사를 설립했다. 이 새로운 회사의 지점은 이후 미국, 남아프리카 공화국, 독일, 프랑스, 이탈리아, 스페인, 브라질, 말레이시아, 오스트레일리아 및 뉴질랜드에 문을 열었다. 나중에 하워드 로타베이터 Co. Ltd의 지주 회사가 되었다. 하워드 그룹은 1985년에 덴마크 쓰리게 아그로 그룹에 인수되었으며, 2000년 12월에 하워드 그룹은 소뢰, 덴마크에 있는 콘스킬데 인더스트리스의 일원이 되었다.
현대의 상업 농업에서는 제초제 사용으로 인해 잡초 제거를 위한 경작 작업량이 크게 줄어들었다. 그러나 제초제는 항상 바람직한 것은 아니다. 예를 들어 유기농에서는 그렇다. 제초제를 이용한 잡초 제거가 1950년대와 1960년대에 처음 널리 상업화되었을 때, 화학과 같은 과학이 구식 관행(컬티베이터를 이용한 잡초 제거와 같은)을 역사의 쓰레기통에 버리는 새로운 시대를 열 것이라는 그 시대의 낙관적인 세계관에 부합했다. 따라서 제초제를 이용한 잡초 제거는 매우 널리 채택되었고, 어떤 경우에는 너무 지나치고 서둘러 채택되었다. 이후 수십 년 동안 사람들은 이러한 초기 불균형을 극복하고 제초제를 이용한 잡초 제거에 한계와 외부성이 있으며, 이를 지능적으로 관리해야 한다는 것을 깨달았다. 여전히 널리 사용되고 있으며, 가까운 미래에는 전 세계적으로 저렴한 식량 생산에 필수 불가결할 것으로 예상되지만, 현명한 관리는 가능한 경우 기계적 경작과 같은 전통적인 대안 방법을 찾는 것을 포함한다.

## 산업용
오늘날 상업적으로 경운 작업을 수행하는 정도(예: 근교농원)는 일반적으로 트랙터, 특히 이랑 작물 트랙터에 의해 동력이 공급된다. 산업용 컬티베이터는 크기와 모양이 다양하며, 폭은 10 피트 (3 m)에서 80 피트 (24 m)까지 다양하다. 많은 컬티베이터는 도로 이동을 더 쉽고 안전하게 하기 위해 접을 수 있는 유압식 날개가 장착되어 있다. 심기 전에 밭을 준비하고 이랑 작물 사이의 잡초를 제어하는 데 다른 유형이 사용된다. 컬티베이터는 드로바를 통해 트랙터 뒤에 견인되는 장치일 수 있다. 삼점 히치에 장착되거나 트랙터 아래 프레임에 장착될 수 있다. 활성 컬티베이터 장치는 동력인출장치 샤프트에 의해 구동된다. 대부분의 컬티베이터는 이차적인 경작 장치로 간주되지만, 활성 컬티베이터는 가벼운 토양에서 쟁기질 대신에 일차적인 경작에 일반적으로 사용된다. 사용 가능한 가장 큰 버전은 폭이 약 6 m (20 ft)이며, 구동하려면 150 마력 (110 kW) 이상의 트랙터(PTO)가 필요하다.
필드 컬티베이터는 다양한 유형의 경작 가능한 농작물 밭에서 경작 작업을 완료하는 데 사용된다. 필드 컬티베이터의 주요 기능은 심을 작물에 적합한 묘상을 준비하고, 토양에 작물 잔류물을 묻어(파종 전에 토양을 데우는 데 도움), 잡초를 제어하고, 토양을 혼합하고 통합하여 작물 생장 기간 동안 충분한 물과 영양분을 얻을 수 있도록 하는 것이다. 이 장치에는 금속 프레임 하단에 여러 개의 샹크가 장착되어 있으며, 기계 후면에는 작은 좁은 막대가 있어 나중에 심을 때 이동하기 쉽도록 토양 표면을 부드럽게 한다. 대부분의 필드 컬티베이터에는 하나 이상의 유압 실린더가 장치를 올리고 내리고 깊이를 제어한다.

### 이랑 작물 컬티베이터

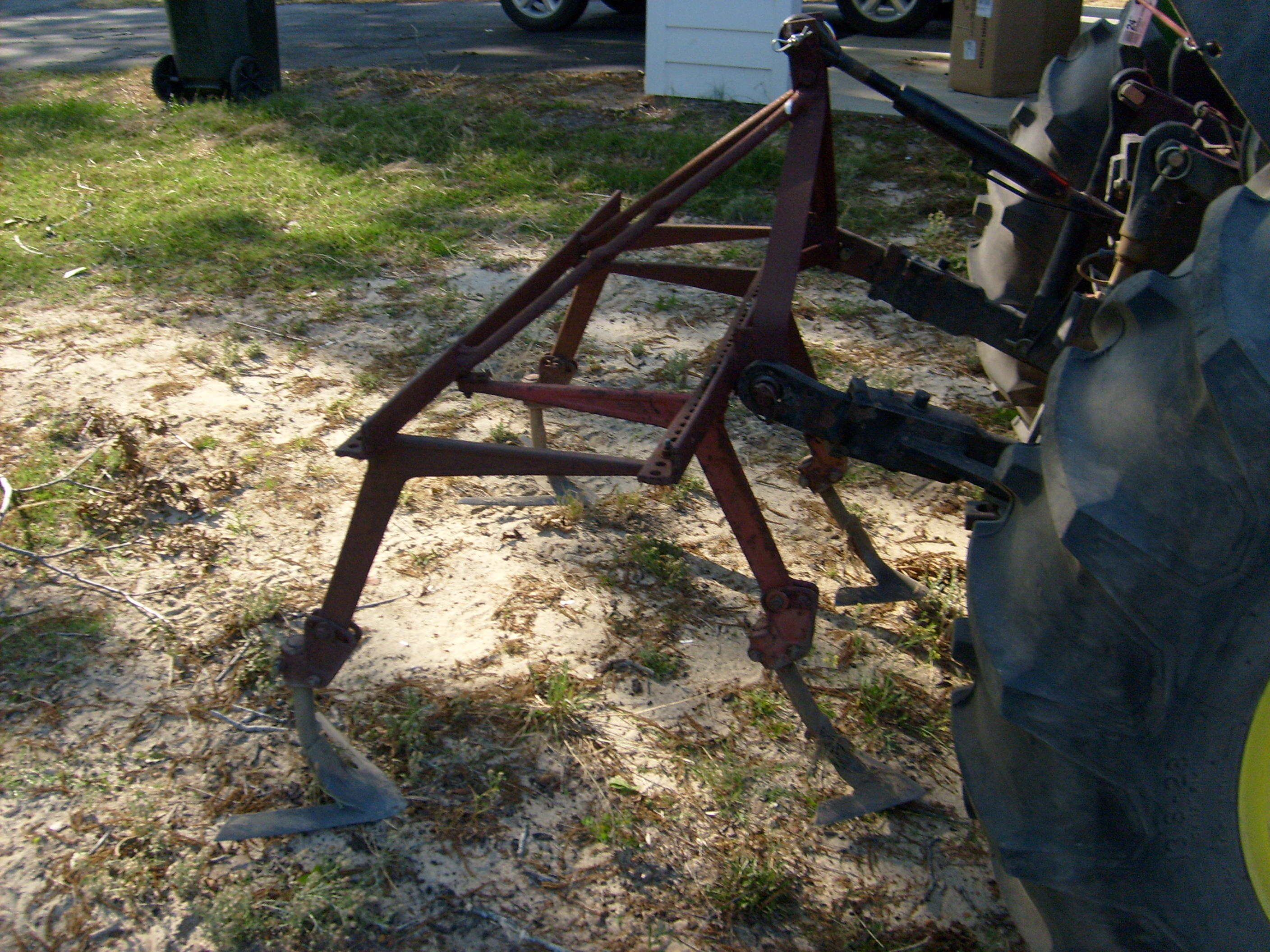
수제 스윕. 내부 및 외부 "스윕" 날에 유의하십시오.

이랑 작물 컬티베이터의 주요 기능은 이미 자라고 있는 작물 열 사이의 잡초를 제어하는 것이다. 이랑 작물 컬티베이터는 일반적으로 삼점 히치로 올리고 내리며 깊이는 게이지 휠로 제어된다.
때로는 스윕 컬티베이터라고 불리기도 하며, 일반적으로 작물 바닥 근처에서 뿌리에서 잡초를 자르고 흙을 뒤집는 두 개의 중앙 날과 중앙 날보다 더 바깥쪽에 있는 두 개의 후방 스윕으로 구성되어 있으며, 행 중앙을 처리하고 너비가 1에서 36행까지 다양할 수 있다.

## 정원 컬티베이터
가정 정원이나 소규모 상업 정원과 같은 작은 정원에서 사용되는 소형 경운 장비는 일차 및 이차 경운을 모두 제공할 수 있다. 예를 들어, 회전 컬티베이터는 "쟁기질"과 "써레질"을 모두 수행하여 부드럽고 느슨한 씨앗 밭을 준비한다. 그러나 컬티베이터 이빨이 제공하는 행별 잡초 제거는 제공하지 않는다. 이 작업에는 한 사람이 밀 수 있는 이빨 달린 컬티베이터가 있다.

### 변형 및 상표

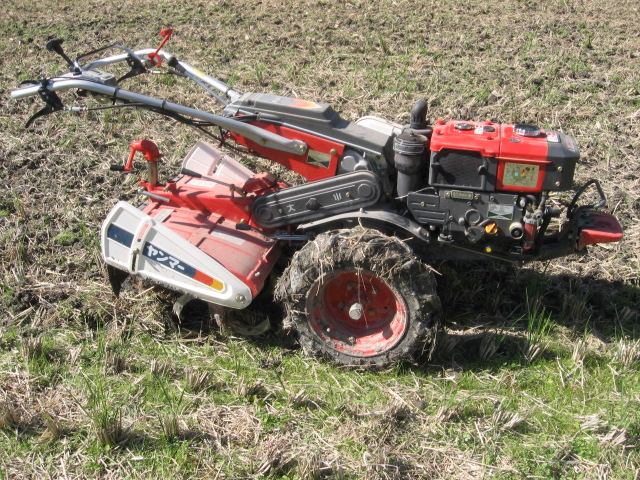
일본의 컬티베이터

로터리 틸러는 컬티베이터의 한 종류이다. 넓은 채소밭을 원하는 가정 정원사에게 인기가 많다. 각 작물을 심기 전에 정원을 몇 번 경작할 수 있다. 잔디 심기와 같은 단일 사용 용도를 위해 공구 대여 센터에서 로터리 틸러를 빌릴 수 있다.
가정용 소형 로터리 호미는 로토틸러라는 상표로 알려져 있었고, 다양한 로터리 틸러를 생산한 하워드 그룹에서 만든 또 다른 로터리 호미는 로타베이터로 알려져 있었다.
로토틸러소형 로토틸러는 일반적으로 1–5 hp (1–4 kW) 가솔린 엔진으로 동력을 얻어 날을 회전시키며, 일부는 동력 바퀴가 있지만 작은 운송/수준 조절 바퀴가 있을 수 있다. 기계가 너무 빨리 앞으로 움직이는 것을 방지하기 위해 일반적으로 날 바로 뒤에 조절 가능한 날이 고정되어 있어 경작되지 않은 깊은 토양과의 마찰을 통해 브레이크 역할을 하여 기계의 속도를 늦추고 토양을 분쇄할 수 있다. 로토틸러가 앞으로 느리게 움직일수록 더 많은 토양 경작 효과를 얻을 수 있다. 운전자는 로토틸러의 핸들바를 올리고 내려 마찰/제동 작용량을 제어할 수 있다. 로토틸러는 역진 기능이 없는 경우가 많으며, 이는 운전자 쪽으로 뒤로 움직이는 경우 심각한 부상을 초래할 수 있기 때문이다. 작동 중에 로토틸러를 뒤로 당겨 충분히 분쇄되지 않은 영역을 다시 작업할 수 있지만, 운전자가 넘어지거나 로토틸러가 자신 위에 떨어지는 것을 방지하기 위해 주의해야 한다. 로토틸링은 수동 경작보다 훨씬 빠르지만, 특히 더 무겁고 강력한 모델에서는 다루기가 매우 어렵고 힘든 작업이다. 로토틸러의 날이 나무 뿌리나 묻힌 쓰레기와 같은 보이지 않는 지하 물체에 걸리면 로토틸러가 갑자기 그리고 격렬하게 예상치 못한 방향으로 움직일 수 있다.
로타베이터로토틸러와 달리 자가 추진 하워드 로타베이터는 기어박스를 갖추고 바퀴에 의해 앞으로 추진되거나 뒤로 제지된다. 기어박스를 통해 날의 회전 속도는 일정하게 유지하면서 전진 속도를 조절할 수 있어 운전자가 토양이 관여하는 정도를 쉽게 조절할 수 있다. 컬티베이터의 경우 로토틸러에 비해 운전자의 작업량이 크게 줄어든다. 이 로타베이터는 일반적으로 더 강력하며, 가솔린 또는 디젤 엔진으로 4–18 hp (3–13 kW) 버전으로 제공되며 더 넓은 영역을 덮을 수 있다. 상표 등록된 "로타베이터"라는 단어는 영어에서 가장 긴 단일 회문 중 하나이다.
미니 컬티베이터미니 컬티베이터는 농부나 주택 소유자가 사용하는 새로운 유형의 소형 농업 컬티베이터 또는 관리기이다. 파워 컬티베이터 또는 정원 컬티베이터라고도 한다. 작고 강력하며, 무엇보다 저렴한 이 농업용 회전 컬티베이터는 4륜 트랙터에 대한 대안을 제공하며, 개발도상국의 소규모 농장에서는 4륜 트랙터보다 더 경제적이다.
경운기고출력 "탑승형" 로타베이터는 특히 유럽에서 가정 정원 범주에서 농업 범주로 넘어와 8~10시간 만에 1헥타르의 땅을 준비할 수 있다. 워크 비하인드 트랙터 또는 워킹 트랙터라고도 한다. 몇 년 전에는 쌀 재배 지역에서만 유용하다고 여겨졌으며, 이 지역에서는 견인을 위해 강철 케이지 바퀴가 장착되었지만, 현재는 동일한 기계가 전 세계 습지 및 건조지 농업 모두에 사용되고 있다. 건조지 또는 논, 양수, 운송, 탈곡, 도랑 파기, 농약 살포와 관련된 도구를 갖춘 다양한 기능을 가지고 있다. 언덕, 산, 온실, 과수원에서 사용할 수 있다.

## 같이 보기
- 컬티베이터 6호
- 퓌베르 SAS